# Thomas Deng
Thomas Jok Deng (Nairobi, 20 maart 1997) is een Zuid-Soedanees-Australisch betaald voetballer die doorgaans speelt als centrale verdediger. In januari 2025 verruilde hij Albirex Niigata voor Yokohama F. Marinos. Deng maakte in 2018 zijn debuut in het Australisch voetbalelftal.

## Clubcarrière
Deng werd geboren in Nairobi als kind van Zuid-Soedanese ouders. Samen met zijn familie trok hij daarna naar Australië. In dat land speelde hij in de jeugd voor Western Eagles en Green Gully, voor hij in 2015 bij Melbourne Victory terechtkwam. Zijn competitiedebuut voor die club maakte hij op 9 oktober 2015, toen op bezoek bij Adelaide United met 0–0 gelijk gespeeld werd. Hij begon aan het duel als reserve en twaalf minuten voor het einde mocht hij invallen. In het seizoen 2015/16 speelde hij dertien wedstrijden in de A-League.
Melbourne Victory verhuurde Deng in de zomer van 2016 voor een jaar aan PSV, dat daarbij een optie tot koop bedong. Hij maakte op 26 augustus 2016 zijn debuut in het shirt van de Eindhovense club, in Jong PSV. Die dag viel hij in de negentigste minuut in voor Bram van Vlerken tijdens een met 2–0 gewonnen wedstrijd in de Eerste divisie thuis tegen Jong FC Utrecht. Deng zou vijf wedstrijden voor het belofteteam spelen en na zijn terugkeer kreeg hij een prominentere rol in het eerste elftal van Melbourne Victory.
In januari 2020 verkaste de centrumverdediger naar Urawa Red Diamonds, waar hij zijn handtekening zette onder een verbintenis voor de duur van een jaar. Na nog een contractverlenging vertrok Deng in januari 2022 transfervrij naar Albirex Niigata. Drie jaar later nam Yokohama F. Marinos hem over.

## Clubstatistieken
| Seizoen | Club                | Competitie     | Competitie | Competitie | Beker | Beker | Internationaal | Internationaal | Totaal | Totaal |
| Seizoen | Club                | Competitie     | Wed.       | Dlp.       | Wed.  | Dlp.  | Wed.           | Dlp.           | Wed.   | Dlp.   |
| ------- | ------------------- | -------------- | ---------- | ---------- | ----- | ----- | -------------- | -------------- | ------ | ------ |
| 2015/16 | Melbourne Victory   | A-League       | 13         | 0          | 2     | 0     | 0              | 0              | 15     | 0      |
| 2016/17 | → Jong PSV          | Eerste divisie | 5          | 0          | —     | —     | —              | —              | 5      | 0      |
| 2017/18 | Melbourne Victory   | A-League       | 24         | 2          | 0     | 0     | 5              | 0              | 29     | 2      |
| 2018/19 | Melbourne Victory   | A-League       | 28         | 0          | 2     | 0     | 5              | 0              | 35     | 0      |
| 2019/20 | Melbourne Victory   | A-League       | 6          | 0          | 1     | 0     | 0              | 0              | 7      | 0      |
| 2020    | Urawa Red Diamonds  | J1 League      | 19         | 1          | 0     | 0     | —              | —              | 19     | 1      |
| 2021    | Urawa Red Diamonds  | J1 League      | 2          | 0          | 4     | 0     | —              | —              | 6      | 0      |
| 2022    | Albirex Niigata     | J2 League      | 8          | 0          | 0     | 0     | —              | —              | 8      | 0      |
| 2023    | Albirex Niigata     | J1 League      | 26         | 0          | 3     | 0     | —              | —              | 29     | 0      |
| 2024    | Albirex Niigata     | J1 League      | 30         | 0          | 3     | 0     | —              | —              | 33     | 0      |
| 2025    | Yokohama F. Marinos | J1 League      | 0          | 0          | 0     | 0     | —              | —              | 0      | 0      |
| Totaal  | Totaal              | Totaal         | 161        | 3          | 15    | 0     | 10             | 0              | 186    | 3      |

Bijgewerkt op 6 februari 2024.

## Interlandcarrière
Deng maakte zijn debuut in het Australisch voetbalelftal op 15 oktober 2018, toen met 0–4 gewonnen werd van Koeweit door een eigen doelpunt van Khaled Hajjah en treffers van Apostolos Giannou, Tom Rogić en Awer Mabil. Deng moest van bondscoach Ange Postecoglou als reservespeler aan de wedstrijd beginnen en hij mocht in de zesenzeventigste minuut invallen voor Josh Risdon. De andere Australische debutant dit duel was Awer Mabil (FC Midtjylland). Deng werd in november 2022 door bondscoach Graham Arnold opgenomen in de selectie van Australië voor het WK 2022. Tijdens dit WK werd Australië door Argentinië uitgeschakeld in de achtste finales nadat het in de groepsfase had verloren van Frankrijk en gewonnen van Tunesië en Denemarken. Deng kwam niet in actie.
| Interlands van Thomas Deng voor Australië | Interlands van Thomas Deng voor Australië | Interlands van Thomas Deng voor Australië | Interlands van Thomas Deng voor Australië | Interlands van Thomas Deng voor Australië | Interlands van Thomas Deng voor Australië | Interlands van Thomas Deng voor Australië |
| №                                         | Datum                                     | Wedstrijd                                 | Uitslag                                   | Competitie                                | Goals                                     |                                           |
| Als speler bij Melbourne Victory          | Als speler bij Melbourne Victory          | Als speler bij Melbourne Victory          | Als speler bij Melbourne Victory          | Als speler bij Melbourne Victory          | Als speler bij Melbourne Victory          | Als speler bij Melbourne Victory          |
| ----------------------------------------- | ----------------------------------------- | ----------------------------------------- | ----------------------------------------- | ----------------------------------------- | ----------------------------------------- | ----------------------------------------- |
| 1                                         | 15 oktober 2018                           | Koeweit – Australië                       | 0 – 4                                     | Vriendschappelijk                         |                                           |                                           |
| Als speler bij Albirex Niigata            |                                           |                                           |                                           |                                           |                                           |                                           |
| 2                                         | 25 september 2022                         | Nieuw-Zeeland – Australië                 | 0 – 2                                     | Vriendschappelijk                         |                                           |                                           |
| 3                                         | 28 maart 2023                             | Australië – Ecuador                       | 1 – 2                                     | Vriendschappelijk                         |                                           |                                           |
| 4                                         | 26 maart 2024                             | Australië – Libanon                       | 5 – 0                                     | WK 2026 kwalificatie                      |                                           |                                           |
| 5                                         | 10 oktober 2024                           | Australië – China                         | 3 – 1                                     | WK 2026 kwalificatie                      |                                           |                                           |

Bijgewerkt op 6 februari 2024.